# Dicksonia externa
Dicksonia externa är en ormbunkeart som först beskrevs av Carl Frederik Albert Christensen och Skottsb., och fick sitt nu gällande namn av Carl Skottsberg. Dicksonia externa ingår i släktet Dicksonia och familjen Dicksoniaceae. Inga underarter finns listade.

## Bildgalleri

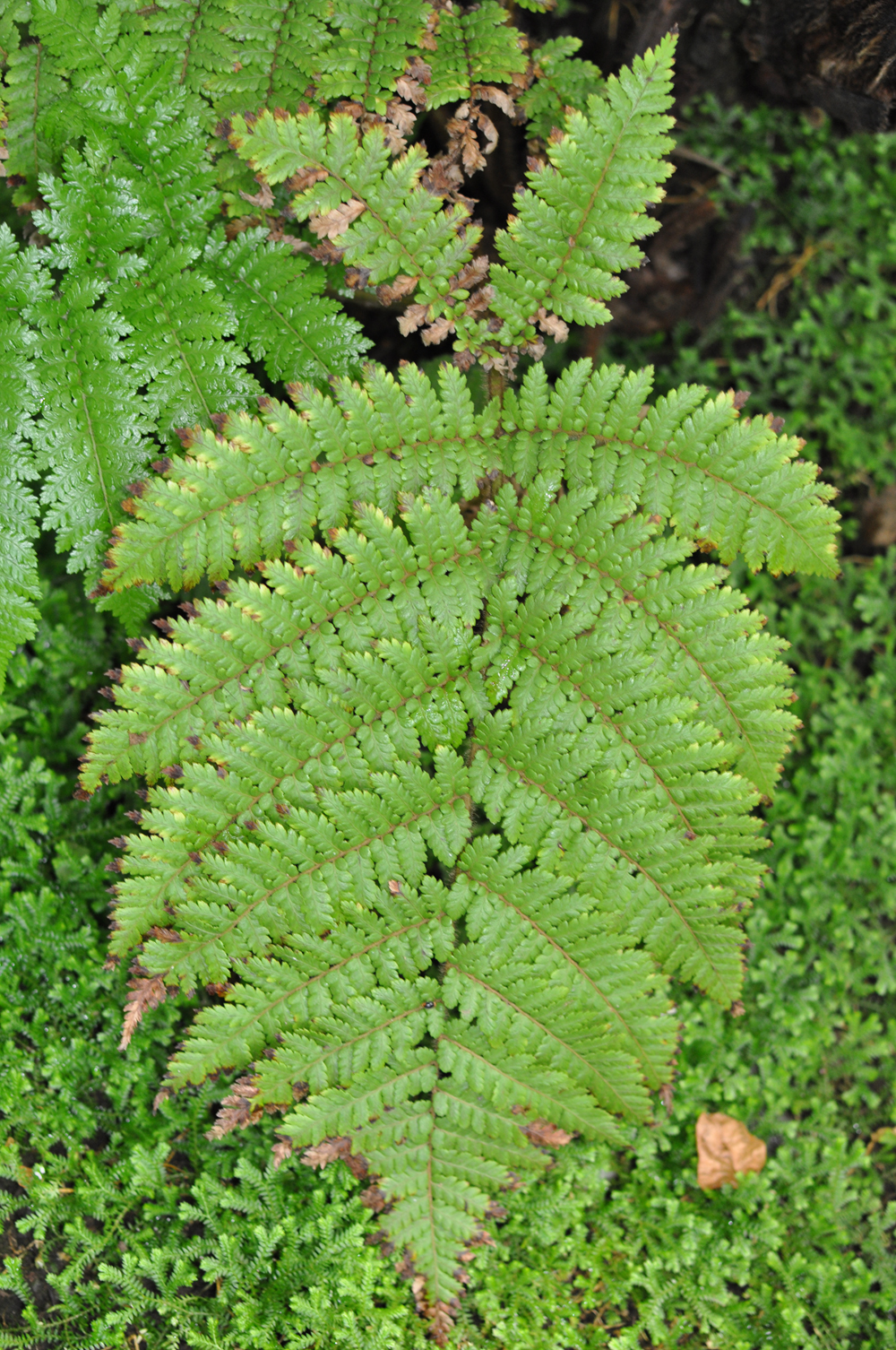
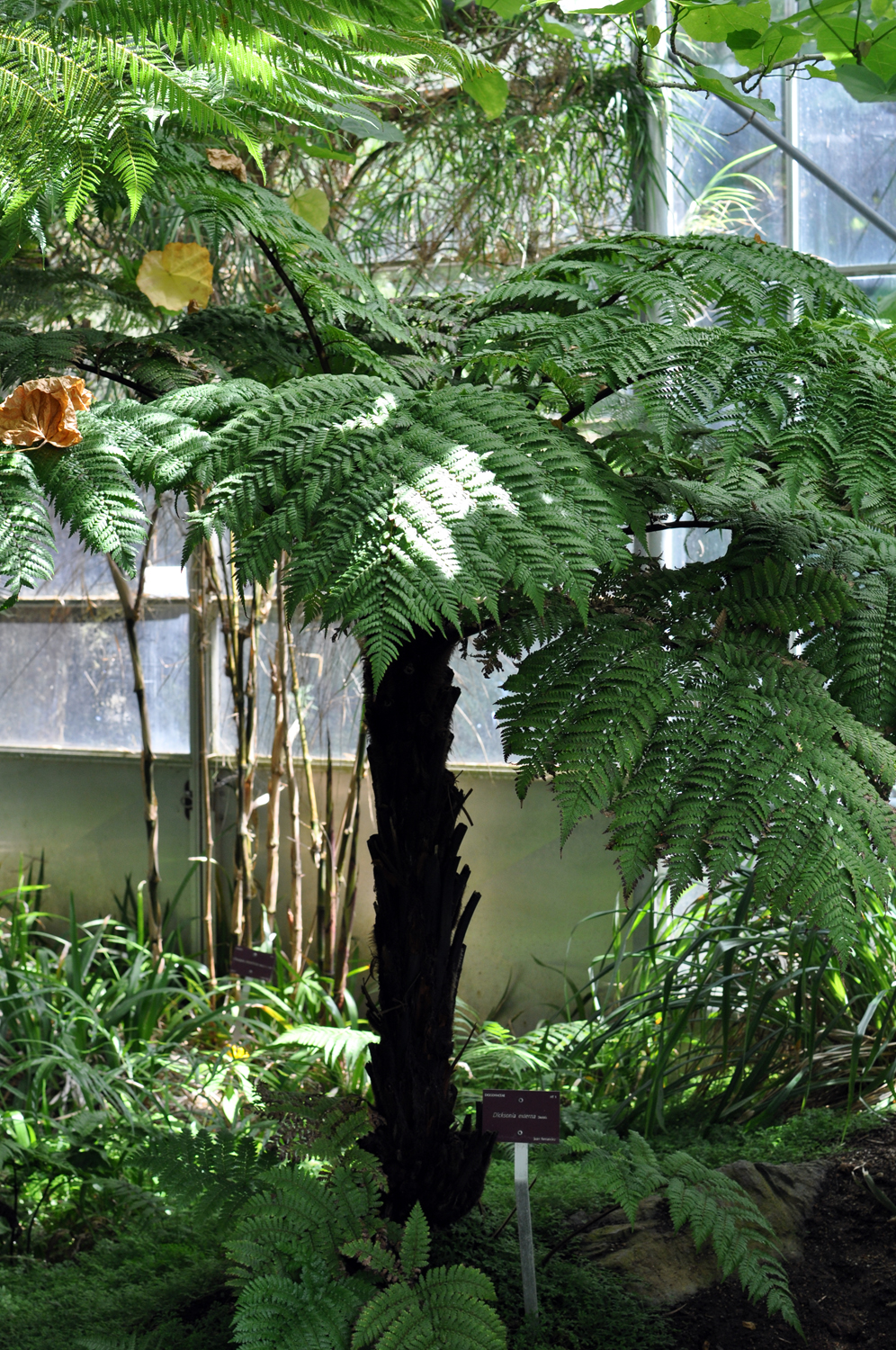
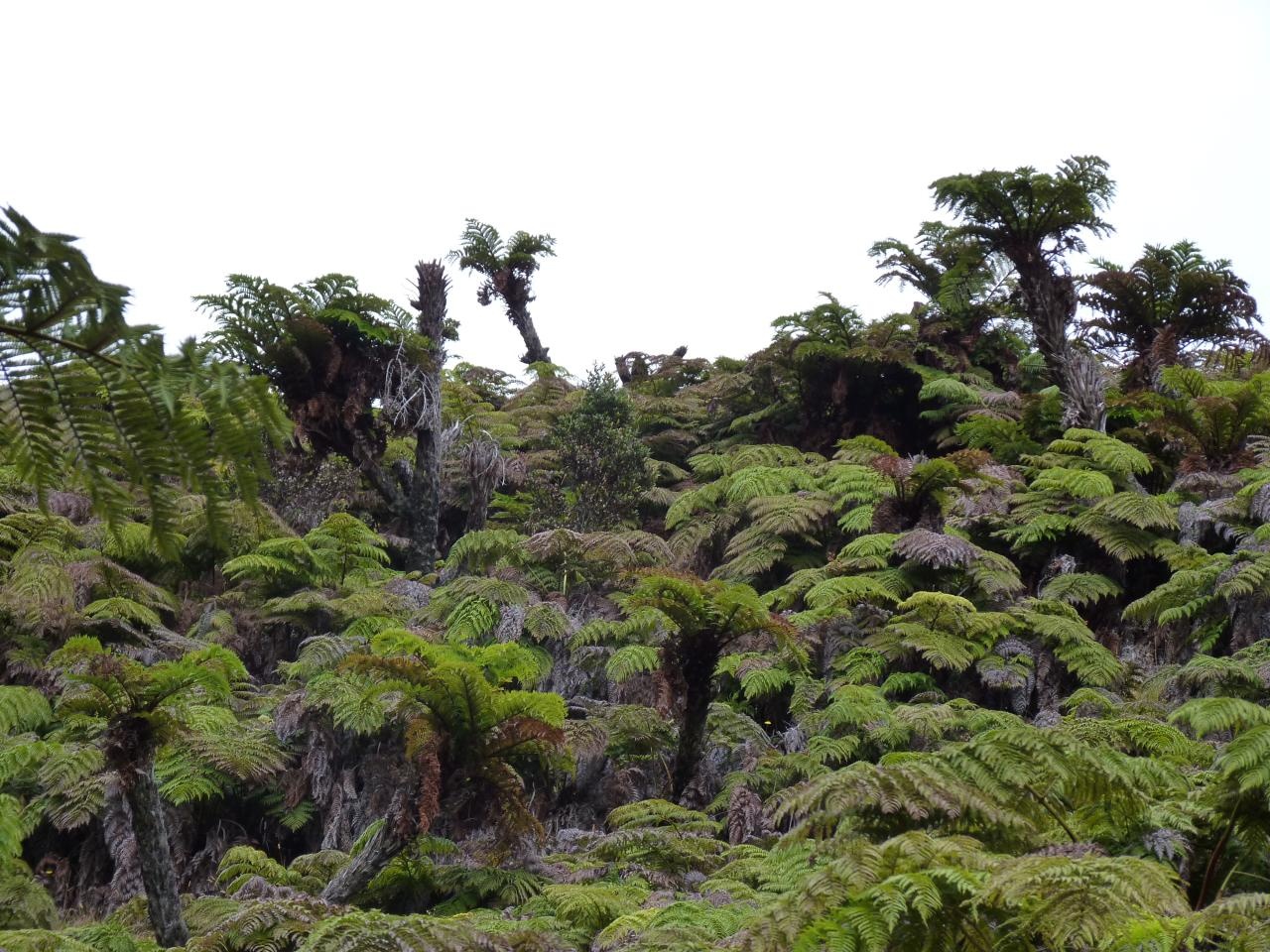